# Mali i olympiska sommarspelen 1992
Mali deltog i de olympiska sommarspelen 1992 med en trupp, men ingen av landets deltagare erövrade någon medalj.

## Friidrott
Herrarnas 100 meter
- Ousmane Diarra
  - Heat — 10,87 (→ gick inte vidare)